# Mistrovství světa v rychlobruslení na jednotlivých tratích mužů
Mistrovství světa v rychlobruslení na jednotlivých tratích mužů je pořádáno Mezinárodní bruslařskou unií každoročně od roku 1996 společně s ženským šampionátem. Od roku 1999 se mistrovství nekoná v letech, kdy se uskutečňují zimní olympijské hry. Muži závodí na tratích 500, 1000, 1500, 5000 a 10 000 metrů, od roku 2005 také ve stíhacím závodě družstev, od roku 2015 v závodě s hromadným startem a od roku 2019 i v týmovém sprintu.

## Historie
Mistrovství světa v rychlobruslení ve víceboji mužů se konají již od roku 1893. Na zimních olympijských hrách jsou ale pořádány závody pouze na jednotlivých tratích, nikoliv ve víceboji. Ve druhé polovině 20. století se závodníci postupně začali specializovat, což vyústilo v rozhodnutí Mezinárodní bruslařské unie zorganizovat mistrovství světa i na jednotlivých tratích. To se koná od roku 1996 nezávisle na mistrovství světa ve víceboji.

## Medailisté na jednotlivých tratích

### 500 metrů
| Rok  | Místo                                                                 | Zlato                                                                 | Stříbro                                                               | Bronz                                                                 |
| ---- | --------------------------------------------------------------------- | --------------------------------------------------------------------- | --------------------------------------------------------------------- | --------------------------------------------------------------------- |
| 1996 | Hamar                                                                 | Hirojasu Šimizu                                                       | Sergej Klevčenja                                                      | Roger Strøm                                                           |
| 1997 | Varšava                                                               | Manabu Horii                                                          | Roger Strøm                                                           | Hirojasu Šimizu                                                       |
| 1998 | Calgary                                                               | Hirojasu Šimizu                                                       | Sylvain Bouchard                                                      | Jeremy Wotherspoon                                                    |
| 1999 | Heerenveen                                                            | Hirojasu Šimizu                                                       | Erben Wennemars                                                       | Jakko Jan Leeuwangh                                                   |
| 2000 | Nagano                                                                | Hirojasu Šimizu                                                       | Mike Ireland                                                          | Jeremy Wotherspoon                                                    |
| 2001 | Salt Lake City                                                        | Hirojasu Šimizu                                                       | Jeremy Wotherspoon                                                    | Casey FitzRandolph                                                    |
| 2002 | Mistrovství světa se nekonalo kvůli pořádání zimních olympijských her | Mistrovství světa se nekonalo kvůli pořádání zimních olympijských her | Mistrovství světa se nekonalo kvůli pořádání zimních olympijských her | Mistrovství světa se nekonalo kvůli pořádání zimních olympijských her |
| 2003 | Berlín                                                                | Jeremy Wotherspoon                                                    | Hirojasu Šimizu                                                       | Erben Wennemars                                                       |
| 2004 | Soul                                                                  | Jeremy Wotherspoon                                                    | Dmitrij Lobkov                                                        | Mike Ireland                                                          |
| 2005 | Inzell                                                                | Džódži Kató                                                           | Hirojasu Šimizu                                                       | Jeremy Wotherspoon                                                    |
| 2006 | Mistrovství světa se nekonalo kvůli pořádání zimních olympijských her | Mistrovství světa se nekonalo kvůli pořádání zimních olympijských her | Mistrovství světa se nekonalo kvůli pořádání zimních olympijských her | Mistrovství světa se nekonalo kvůli pořádání zimních olympijských her |
| 2007 | Salt Lake City                                                        | I Kang-sok                                                            | Júja Oikawa                                                           | Tucker Fredricks                                                      |
| 2008 | Nagano                                                                | Jeremy Wotherspoon                                                    | I Kju-hjok                                                            | Džódži Kató                                                           |
| 2009 | Richmond                                                              | I Kang-sok                                                            | I Kju-hjok                                                            | Jü Feng-tchung                                                        |
| 2010 | Mistrovství světa se nekonalo kvůli pořádání zimních olympijských her | Mistrovství světa se nekonalo kvůli pořádání zimních olympijských her | Mistrovství světa se nekonalo kvůli pořádání zimních olympijských her | Mistrovství světa se nekonalo kvůli pořádání zimních olympijských her |
| 2011 | Inzell                                                                | I Kju-hjok                                                            | Džódži Kató                                                           | Jan Smeekens                                                          |
| 2012 | Heerenveen                                                            | Mo Tche-pom                                                           | Michel Mulder                                                         | Pekka Koskela                                                         |
| 2013 | Soči                                                                  | Mo Tche-pom                                                           | Džódži Kató                                                           | Jan Smeekens                                                          |
| 2014 | Mistrovství světa se nekonalo kvůli pořádání zimních olympijských her | Mistrovství světa se nekonalo kvůli pořádání zimních olympijských her | Mistrovství světa se nekonalo kvůli pořádání zimních olympijských her | Mistrovství světa se nekonalo kvůli pořádání zimních olympijských her |
| 2015 | Heerenveen                                                            | Pavel Kuližnikov                                                      | Michel Mulder                                                         | Laurent Dubreuil                                                      |
| 2016 | Kolomna                                                               | Pavel Kuližnikov                                                      | Ruslan Murašov                                                        | Alex Boisvert-Lacroix                                                 |
| 2017 | Kangnung                                                              | Jan Smeekens                                                          | Nico Ihle                                                             | Ruslan Murašov                                                        |
| 2018 | Mistrovství světa se nekonalo kvůli pořádání zimních olympijských her | Mistrovství světa se nekonalo kvůli pořádání zimních olympijských her | Mistrovství světa se nekonalo kvůli pořádání zimních olympijských her | Mistrovství světa se nekonalo kvůli pořádání zimních olympijských her |
| 2019 | Inzell                                                                | Ruslan Murašov                                                        | Håvard Holmefjord Lorentzen                                           | Viktor Muštakov                                                       |
| 2020 | Salt Lake City                                                        | Pavel Kuližnikov                                                      | Ruslan Murašov                                                        | Tacuja Šinhama                                                        |
| 2021 | Heerenveen                                                            | Laurent Dubreuil                                                      | Pavel Kuližnikov                                                      | Dai Dai N'tab                                                         |
| 2022 | Mistrovství světa se nekonalo kvůli pořádání zimních olympijských her | Mistrovství světa se nekonalo kvůli pořádání zimních olympijských her | Mistrovství světa se nekonalo kvůli pořádání zimních olympijských her | Mistrovství světa se nekonalo kvůli pořádání zimních olympijských her |
| 2023 | Heerenveen                                                            | Jordan Stolz                                                          | Laurent Dubreuil                                                      | Wataru Morišige                                                       |
| 2024 | Calgary                                                               | Jordan Stolz                                                          | Laurent Dubreuil                                                      | Damian Żurek                                                          |
| 2025 | Hamar                                                                 | Jenning de Boo                                                        | Jordan Stolz                                                          | Cooper McLeod                                                         |

### 1000 metrů
| Rok  | Místo                                                                 | Zlato                                                                 | Stříbro                                                               | Bronz                                                                 |
| ---- | --------------------------------------------------------------------- | --------------------------------------------------------------------- | --------------------------------------------------------------------- | --------------------------------------------------------------------- |
| 1996 | Hamar                                                                 | Sergej Klevčenja                                                      | Ådne Søndrål                                                          | Čegal Song-jol                                                        |
| 1997 | Varšava                                                               | Ådne Søndrål                                                          | Jan Bos                                                               | Martin Hersman                                                        |
| 1998 | Calgary                                                               | Sylvain Bouchard                                                      | Jeremy Wotherspoon                                                    | Hirojasu Šimizu                                                       |
| 1999 | Heerenveen                                                            | Jan Bos                                                               | Hirojasu Šimizu                                                       | Jakko Jan Leeuwangh                                                   |
| 2000 | Nagano                                                                | Ådne Søndrål                                                          | Jan Bos                                                               | Mike Ireland                                                          |
| 2001 | Salt Lake City                                                        | Jeremy Wotherspoon                                                    | Ådne Søndrål                                                          | Sergej Klevčenja                                                      |
| 2002 | Mistrovství světa se nekonalo kvůli pořádání zimních olympijských her | Mistrovství světa se nekonalo kvůli pořádání zimních olympijských her | Mistrovství světa se nekonalo kvůli pořádání zimních olympijských her | Mistrovství světa se nekonalo kvůli pořádání zimních olympijských her |
| 2003 | Berlín                                                                | Erben Wennemars                                                       | Gerard van Velde                                                      | Joey Cheek                                                            |
| 2004 | Soul                                                                  | Erben Wennemars                                                       | Jeremy Wotherspoon                                                    | Masaaki Kobajaši                                                      |
| 2005 | Inzell                                                                | Even Wetten                                                           | Jan Bos                                                               | Petter Andersen Pekka Koskela                                         |
| 2006 | Mistrovství světa se nekonalo kvůli pořádání zimních olympijských her | Mistrovství světa se nekonalo kvůli pořádání zimních olympijských her | Mistrovství světa se nekonalo kvůli pořádání zimních olympijských her | Mistrovství světa se nekonalo kvůli pořádání zimních olympijských her |
| 2007 | Salt Lake City                                                        | Shani Davis                                                           | Denny Morrison                                                        | I Kju-hjok                                                            |
| 2008 | Nagano                                                                | Shani Davis                                                           | Jevgenij Lalenkov                                                     | Denny Morrison                                                        |
| 2009 | Richmond                                                              | Trevor Marsicano                                                      | Denny Morrison                                                        | Shani Davis                                                           |
| 2010 | Mistrovství světa se nekonalo kvůli pořádání zimních olympijských her | Mistrovství světa se nekonalo kvůli pořádání zimních olympijských her | Mistrovství světa se nekonalo kvůli pořádání zimních olympijských her | Mistrovství světa se nekonalo kvůli pořádání zimních olympijských her |
| 2011 | Inzell                                                                | Shani Davis                                                           | Kjeld Nuis                                                            | Stefan Groothuis                                                      |
| 2012 | Heerenveen                                                            | Stefan Groothuis                                                      | Kjeld Nuis                                                            | Shani Davis                                                           |
| 2013 | Soči                                                                  | Denis Kuzin                                                           | Mo Tche-pom                                                           | Shani Davis                                                           |
| 2014 | Mistrovství světa se nekonalo kvůli pořádání zimních olympijských her | Mistrovství světa se nekonalo kvůli pořádání zimních olympijských her | Mistrovství světa se nekonalo kvůli pořádání zimních olympijských her | Mistrovství světa se nekonalo kvůli pořádání zimních olympijských her |
| 2015 | Heerenveen                                                            | Shani Davis                                                           | Pavel Kuližnikov                                                      | Kjeld Nuis                                                            |
| 2016 | Kolomna                                                               | Pavel Kuližnikov                                                      | Denis Juskov                                                          | Kjeld Nuis                                                            |
| 2017 | Kangnung                                                              | Kjeld Nuis                                                            | Vincent De Haître                                                     | Kai Verbij                                                            |
| 2018 | Mistrovství světa se nekonalo kvůli pořádání zimních olympijských her | Mistrovství světa se nekonalo kvůli pořádání zimních olympijských her | Mistrovství světa se nekonalo kvůli pořádání zimních olympijských her | Mistrovství světa se nekonalo kvůli pořádání zimních olympijských her |
| 2019 | Inzell                                                                | Kai Verbij                                                            | Thomas Krol                                                           | Kjeld Nuis                                                            |
| 2020 | Salt Lake City                                                        | Pavel Kuližnikov                                                      | Kjeld Nuis                                                            | Laurent Dubreuil                                                      |
| 2021 | Heerenveen                                                            | Kai Verbij                                                            | Pavel Kuližnikov                                                      | Laurent Dubreuil                                                      |
| 2022 | Mistrovství světa se nekonalo kvůli pořádání zimních olympijských her | Mistrovství světa se nekonalo kvůli pořádání zimních olympijských her | Mistrovství světa se nekonalo kvůli pořádání zimních olympijských her | Mistrovství světa se nekonalo kvůli pořádání zimních olympijských her |
| 2023 | Heerenveen                                                            | Jordan Stolz                                                          | Thomas Krol                                                           | Cornelius Kersten                                                     |
| 2024 | Calgary                                                               | Jordan Stolz                                                          | Ning Čung-jen                                                         | Kjeld Nuis                                                            |
| 2025 | Hamar                                                                 | Joep Wennemars                                                        | Jenning de Boo                                                        | Jordan Stolz                                                          |

### 1500 metrů
| Rok  | Místo                                                                 | Zlato                                                                 | Stříbro                                                               | Bronz                                                                 |
| ---- | --------------------------------------------------------------------- | --------------------------------------------------------------------- | --------------------------------------------------------------------- | --------------------------------------------------------------------- |
| 1996 | Hamar                                                                 | Jeroen Straathof                                                      | Ådne Søndrål                                                          | Martin Hersman                                                        |
| 1997 | Varšava                                                               | Rintje Ritsma                                                         | Ådne Søndrål                                                          | Neal Marshall                                                         |
| 1998 | Calgary                                                               | Ådne Søndrål                                                          | Ids Postma                                                            | Roberto Sighel                                                        |
| 1999 | Heerenveen                                                            | Ids Postma                                                            | Ådne Søndrål                                                          | Rintje Ritsma                                                         |
| 2000 | Nagano                                                                | Ids Postma                                                            | Ådne Søndrål                                                          | Jan Bos                                                               |
| 2001 | Salt Lake City                                                        | Ådne Søndrål                                                          | Derek Parra                                                           | Erben Wennemars                                                       |
| 2002 | Mistrovství světa se nekonalo kvůli pořádání zimních olympijských her | Mistrovství světa se nekonalo kvůli pořádání zimních olympijských her | Mistrovství světa se nekonalo kvůli pořádání zimních olympijských her | Mistrovství světa se nekonalo kvůli pořádání zimních olympijských her |
| 2003 | Berlín                                                                | Erben Wennemars                                                       | Ralf van der Rijst                                                    | Joey Cheek                                                            |
| 2004 | Soul                                                                  | Shani Davis                                                           | Mark Tuitert                                                          | Erben Wennemars                                                       |
| 2005 | Inzell                                                                | Rune Stordal                                                          | Mark Tuitert                                                          | Even Wetten                                                           |
| 2006 | Mistrovství světa se nekonalo kvůli pořádání zimních olympijských her | Mistrovství světa se nekonalo kvůli pořádání zimních olympijských her | Mistrovství světa se nekonalo kvůli pořádání zimních olympijských her | Mistrovství světa se nekonalo kvůli pořádání zimních olympijských her |
| 2007 | Salt Lake City                                                        | Shani Davis                                                           | Erben Wennemars                                                       | Denny Morrison                                                        |
| 2008 | Nagano                                                                | Denny Morrison                                                        | Sven Kramer Shani Davis                                               | —                                                                     |
| 2009 | Richmond                                                              | Shani Davis                                                           | Trevor Marsicano                                                      | Denny Morrison                                                        |
| 2010 | Mistrovství světa se nekonalo kvůli pořádání zimních olympijských her | Mistrovství světa se nekonalo kvůli pořádání zimních olympijských her | Mistrovství světa se nekonalo kvůli pořádání zimních olympijských her | Mistrovství světa se nekonalo kvůli pořádání zimních olympijských her |
| 2011 | Inzell                                                                | Håvard Bøkko                                                          | Shani Davis                                                           | Lucas Makowsky                                                        |
| 2012 | Heerenveen                                                            | Denny Morrison                                                        | Ivan Skobrev                                                          | Håvard Bøkko                                                          |
| 2013 | Soči                                                                  | Denis Juskov                                                          | Shani Davis                                                           | Ivan Skobrev                                                          |
| 2014 | Mistrovství světa se nekonalo kvůli pořádání zimních olympijských her | Mistrovství světa se nekonalo kvůli pořádání zimních olympijských her | Mistrovství světa se nekonalo kvůli pořádání zimních olympijských her | Mistrovství světa se nekonalo kvůli pořádání zimních olympijských her |
| 2015 | Heerenveen                                                            | Denis Juskov                                                          | Denny Morrison                                                        | Koen Verweij                                                          |
| 2016 | Kolomna                                                               | Denis Juskov                                                          | Kjeld Nuis                                                            | Thomas Krol                                                           |
| 2017 | Kangnung                                                              | Kjeld Nuis                                                            | Denis Juskov                                                          | Sven Kramer                                                           |
| 2018 | Mistrovství světa se nekonalo kvůli pořádání zimních olympijských her | Mistrovství světa se nekonalo kvůli pořádání zimních olympijských her | Mistrovství světa se nekonalo kvůli pořádání zimních olympijských her | Mistrovství světa se nekonalo kvůli pořádání zimních olympijských her |
| 2019 | Inzell                                                                | Thomas Krol                                                           | Sverre Lunde Pedersen                                                 | Denis Juskov                                                          |
| 2020 | Salt Lake City                                                        | Kjeld Nuis                                                            | Thomas Krol                                                           | Joey Mantia                                                           |
| 2021 | Heerenveen                                                            | Thomas Krol                                                           | Kjeld Nuis                                                            | Patrick Roest                                                         |
| 2022 | Mistrovství světa se nekonalo kvůli pořádání zimních olympijských her | Mistrovství světa se nekonalo kvůli pořádání zimních olympijských her | Mistrovství světa se nekonalo kvůli pořádání zimních olympijských her | Mistrovství světa se nekonalo kvůli pořádání zimních olympijských her |
| 2023 | Heerenveen                                                            | Jordan Stolz                                                          | Kjeld Nuis                                                            | Thomas Krol                                                           |
| 2024 | Calgary                                                               | Jordan Stolz                                                          | Kjeld Nuis                                                            | Peder Kongshaug                                                       |
| 2025 | Hamar                                                                 | Peder Kongshaug                                                       | Jordan Stolz                                                          | Connor Howe                                                           |

### 5000 metrů
| Rok  | Místo                                                                 | Zlato                                                                 | Stříbro                                                               | Bronz                                                                 |
| ---- | --------------------------------------------------------------------- | --------------------------------------------------------------------- | --------------------------------------------------------------------- | --------------------------------------------------------------------- |
| 1996 | Hamar                                                                 | Ids Postma                                                            | Keidži Širahata                                                       | Gianni Romme                                                          |
| 1997 | Varšava                                                               | Rintje Ritsma                                                         | Gianni Romme                                                          | Frank Dittrich                                                        |
| 1998 | Calgary                                                               | Gianni Romme                                                          | Rintje Ritsma                                                         | Bart Veldkamp                                                         |
| 1999 | Heerenveen                                                            | Gianni Romme                                                          | Bart Veldkamp                                                         | Bob de Jong                                                           |
| 2000 | Nagano                                                                | Gianni Romme                                                          | Bob de Jong                                                           | Keidži Širahata                                                       |
| 2001 | Salt Lake City                                                        | Bob de Jong                                                           | Carl Verheijen                                                        | Gianni Romme                                                          |
| 2002 | Mistrovství světa se nekonalo kvůli pořádání zimních olympijských her | Mistrovství světa se nekonalo kvůli pořádání zimních olympijských her | Mistrovství světa se nekonalo kvůli pořádání zimních olympijských her | Mistrovství světa se nekonalo kvůli pořádání zimních olympijských her |
| 2003 | Berlín                                                                | Jochem Uytdehaage                                                     | Bob de Jong                                                           | Carl Verheijen                                                        |
| 2004 | Soul                                                                  | Chad Hedrick                                                          | Carl Verheijen                                                        | Gianni Romme                                                          |
| 2005 | Inzell                                                                | Chad Hedrick                                                          | Bob de Jong                                                           | Carl Verheijen                                                        |
| 2006 | Mistrovství světa se nekonalo kvůli pořádání zimních olympijských her | Mistrovství světa se nekonalo kvůli pořádání zimních olympijských her | Mistrovství světa se nekonalo kvůli pořádání zimních olympijských her | Mistrovství světa se nekonalo kvůli pořádání zimních olympijských her |
| 2007 | Salt Lake City                                                        | Sven Kramer                                                           | Enrico Fabris                                                         | Carl Verheijen                                                        |
| 2008 | Nagano                                                                | Sven Kramer                                                           | Enrico Fabris                                                         | Wouter olde Heuvel                                                    |
| 2009 | Richmond                                                              | Sven Kramer                                                           | Håvard Bøkko                                                          | Trevor Marsicano                                                      |
| 2010 | Mistrovství světa se nekonalo kvůli pořádání zimních olympijských her | Mistrovství světa se nekonalo kvůli pořádání zimních olympijských her | Mistrovství světa se nekonalo kvůli pořádání zimních olympijských her | Mistrovství světa se nekonalo kvůli pořádání zimních olympijských her |
| 2011 | Inzell                                                                | Bob de Jong                                                           | I Sung-hun                                                            | Ivan Skobrev                                                          |
| 2012 | Heerenveen                                                            | Sven Kramer                                                           | Bob de Jong                                                           | Jonathan Kuck                                                         |
| 2013 | Soči                                                                  | Sven Kramer                                                           | Jorrit Bergsma                                                        | Ivan Skobrev                                                          |
| 2014 | Mistrovství světa se nekonalo kvůli pořádání zimních olympijských her | Mistrovství světa se nekonalo kvůli pořádání zimních olympijských her | Mistrovství světa se nekonalo kvůli pořádání zimních olympijských her | Mistrovství světa se nekonalo kvůli pořádání zimních olympijských her |
| 2015 | Heerenveen                                                            | Sven Kramer                                                           | Jorrit Bergsma                                                        | Douwe de Vries                                                        |
| 2016 | Kolomna                                                               | Sven Kramer                                                           | Jorrit Bergsma                                                        | Sverre Lunde Pedersen                                                 |
| 2017 | Kangnung                                                              | Sven Kramer                                                           | Jorrit Bergsma                                                        | Peter Michael                                                         |
| 2018 | Mistrovství světa se nekonalo kvůli pořádání zimních olympijských her | Mistrovství světa se nekonalo kvůli pořádání zimních olympijských her | Mistrovství světa se nekonalo kvůli pořádání zimních olympijských her | Mistrovství světa se nekonalo kvůli pořádání zimních olympijských her |
| 2019 | Inzell                                                                | Sverre Lunde Pedersen                                                 | Patrick Roest                                                         | Sven Kramer                                                           |
| 2020 | Salt Lake City                                                        | Ted-Jan Bloemen                                                       | Sven Kramer                                                           | Graeme Fish                                                           |
| 2021 | Heerenveen                                                            | Nils van der Poel                                                     | Patrick Roest                                                         | Sergej Trofimov                                                       |
| 2022 | Mistrovství světa se nekonalo kvůli pořádání zimních olympijských her | Mistrovství světa se nekonalo kvůli pořádání zimních olympijských her | Mistrovství světa se nekonalo kvůli pořádání zimních olympijských her | Mistrovství světa se nekonalo kvůli pořádání zimních olympijských her |
| 2023 | Heerenveen                                                            | Patrick Roest                                                         | Davide Ghiotto                                                        | Bart Swings                                                           |
| 2024 | Calgary                                                               | Patrick Roest                                                         | Davide Ghiotto                                                        | Sander Eitrem                                                         |
| 2025 | Hamar                                                                 | Sander Eitrem                                                         | Beau Snellink                                                         | Vladimír Semirunnij                                                   |

### 10 000 metrů
| Rok  | Místo                                                                 | Zlato                                                                 | Stříbro                                                               | Bronz                                                                 |
| ---- | --------------------------------------------------------------------- | --------------------------------------------------------------------- | --------------------------------------------------------------------- | --------------------------------------------------------------------- |
| 1996 | Hamar                                                                 | Gianni Romme                                                          | Bart Veldkamp                                                         | Frank Dittrich                                                        |
| 1997 | Varšava                                                               | Gianni Romme                                                          | Rintje Ritsma                                                         | Bob de Jong                                                           |
| 1998 | Calgary                                                               | Gianni Romme                                                          | Bob de Jong                                                           | Frank Dittrich                                                        |
| 1999 | Heerenveen                                                            | Bob de Jong                                                           | Gianni Romme                                                          | Frank Dittrich                                                        |
| 2000 | Nagano                                                                | Gianni Romme                                                          | Bob de Jong                                                           | Frank Dittrich                                                        |
| 2001 | Salt Lake City                                                        | Carl Verheijen                                                        | Bob de Jong                                                           | Vadim Sajutin                                                         |
| 2002 | Mistrovství světa se nekonalo kvůli pořádání zimních olympijských her | Mistrovství světa se nekonalo kvůli pořádání zimních olympijských her | Mistrovství světa se nekonalo kvůli pořádání zimních olympijských her | Mistrovství světa se nekonalo kvůli pořádání zimních olympijských her |
| 2003 | Berlín                                                                | Bob de Jong                                                           | Carl Verheijen                                                        | Lasse Sætre                                                           |
| 2004 | Soul                                                                  | Carl Verheijen                                                        | Bob de Jong                                                           | Chad Hedrick                                                          |
| 2005 | Inzell                                                                | Bob de Jong                                                           | Carl Verheijen                                                        | Chad Hedrick                                                          |
| 2006 | Mistrovství světa se nekonalo kvůli pořádání zimních olympijských her | Mistrovství světa se nekonalo kvůli pořádání zimních olympijských her | Mistrovství světa se nekonalo kvůli pořádání zimních olympijských her | Mistrovství světa se nekonalo kvůli pořádání zimních olympijských her |
| 2007 | Salt Lake City                                                        | Sven Kramer                                                           | Carl Verheijen                                                        | Brigt Rykkje                                                          |
| 2008 | Nagano                                                                | Sven Kramer                                                           | Enrico Fabris                                                         | Bob de Jong                                                           |
| 2009 | Richmond                                                              | Sven Kramer                                                           | Håvard Bøkko                                                          | Bob de Jong                                                           |
| 2010 | Mistrovství světa se nekonalo kvůli pořádání zimních olympijských her | Mistrovství světa se nekonalo kvůli pořádání zimních olympijských her | Mistrovství světa se nekonalo kvůli pořádání zimních olympijských her | Mistrovství světa se nekonalo kvůli pořádání zimních olympijských her |
| 2011 | Inzell                                                                | Bob de Jong                                                           | Bob de Vries                                                          | Ivan Skobrev                                                          |
| 2012 | Heerenveen                                                            | Bob de Jong                                                           | Jorrit Bergsma                                                        | Jonathan Kuck                                                         |
| 2013 | Soči                                                                  | Jorrit Bergsma                                                        | Sven Kramer                                                           | Bob de Jong                                                           |
| 2014 | Mistrovství světa se nekonalo kvůli pořádání zimních olympijských her | Mistrovství světa se nekonalo kvůli pořádání zimních olympijských her | Mistrovství světa se nekonalo kvůli pořádání zimních olympijských her | Mistrovství světa se nekonalo kvůli pořádání zimních olympijských her |
| 2015 | Heerenveen                                                            | Jorrit Bergsma                                                        | Erik Jan Kooiman                                                      | Patrick Beckert                                                       |
| 2016 | Kolomna                                                               | Sven Kramer                                                           | Ted-Jan Bloemen                                                       | Erik Jan Kooiman                                                      |
| 2017 | Kangnung                                                              | Sven Kramer                                                           | Jorrit Bergsma                                                        | Patrick Beckert                                                       |
| 2018 | Mistrovství světa se nekonalo kvůli pořádání zimních olympijských her | Mistrovství světa se nekonalo kvůli pořádání zimních olympijských her | Mistrovství světa se nekonalo kvůli pořádání zimních olympijských her | Mistrovství světa se nekonalo kvůli pořádání zimních olympijských her |
| 2019 | Inzell                                                                | Jorrit Bergsma                                                        | Patrick Roest                                                         | Danila Semerikov                                                      |
| 2020 | Salt Lake City                                                        | Graeme Fish                                                           | Ted-Jan Bloemen                                                       | Patrick Beckert                                                       |
| 2021 | Heerenveen                                                            | Nils van der Poel                                                     | Jorrit Bergsma                                                        | Alexandr Rumjancev                                                    |
| 2022 | Mistrovství světa se nekonalo kvůli pořádání zimních olympijských her | Mistrovství světa se nekonalo kvůli pořádání zimních olympijských her | Mistrovství světa se nekonalo kvůli pořádání zimních olympijských her | Mistrovství světa se nekonalo kvůli pořádání zimních olympijských her |
| 2023 | Heerenveen                                                            | Davide Ghiotto                                                        | Jorrit Bergsma                                                        | Ted-Jan Bloemen                                                       |
| 2024 | Calgary                                                               | Davide Ghiotto                                                        | Ted-Jan Bloemen                                                       | Graeme Ryba                                                           |
| 2025 | Hamar                                                                 | Davide Ghiotto                                                        | Vladimír Semirunnij                                                   | Metoděj Jílek                                                         |

### Závod s hromadným startem
| Rok  | Místo                                                                 | Zlato                                                                 | Stříbro                                                               | Bronz                                                                 |
| ---- | --------------------------------------------------------------------- | --------------------------------------------------------------------- | --------------------------------------------------------------------- | --------------------------------------------------------------------- |
| 2015 | Heerenveen                                                            | Arjan Stroetinga                                                      | Fabio Francolini                                                      | Alexis Contin                                                         |
| 2016 | Kolomna                                                               | I Sung-hun                                                            | Arjan Stroetinga                                                      | Alexis Contin                                                         |
| 2017 | Kangnung                                                              | Joey Mantia                                                           | Alexis Contin                                                         | Olivier Jean                                                          |
| 2018 | Mistrovství světa se nekonalo kvůli pořádání zimních olympijských her | Mistrovství světa se nekonalo kvůli pořádání zimních olympijských her | Mistrovství světa se nekonalo kvůli pořádání zimních olympijských her | Mistrovství světa se nekonalo kvůli pořádání zimních olympijských her |
| 2019 | Inzell                                                                | Joey Mantia                                                           | Om Čchon-ho                                                           | Čong Če-won                                                           |
| 2020 | Salt Lake City                                                        | Jorrit Bergsma                                                        | Jordan Belchos                                                        | Antoine Gélinas-Beaulieu                                              |
| 2021 | Heerenveen                                                            | Joey Mantia                                                           | Arjan Stroetinga                                                      | Bart Swings                                                           |
| 2022 | Mistrovství světa se nekonalo kvůli pořádání zimních olympijských her | Mistrovství světa se nekonalo kvůli pořádání zimních olympijských her | Mistrovství světa se nekonalo kvůli pořádání zimních olympijských her | Mistrovství světa se nekonalo kvůli pořádání zimních olympijských her |
| 2023 | Heerenveen                                                            | Bart Swings                                                           | Bart Hoolwerf                                                         | Andrea Giovannini                                                     |
| 2024 | Calgary                                                               | Bart Swings                                                           | Antoine Gélinas-Beaulieu                                              | Livio Wenger                                                          |
| 2025 | Hamar                                                                 | Andrea Giovannini                                                     | I Sung-hun                                                            | Bart Swings                                                           |

### Týmový sprint
| Rok  | Místo                                             | Zlato                                                                     | Stříbro                                                  | Bronz                                                                   |
| ---- | ------------------------------------------------- | ------------------------------------------------------------------------- | -------------------------------------------------------- | ----------------------------------------------------------------------- |
| 2019 | Inzell                                            | Nizozemsko Michel Mulder, Kjeld Nuis, Kai Verbij                          | Jižní Korea Kim Čun-ho, Kim Tche-jun, Čcha Min-kju       | Rusko Pavel Kuližnikov, Ruslan Murašov, Viktor Muštakov                 |
| 2020 | Salt Lake City                                    | Nizozemsko Dai Dai N'tab, Kai Verbij, Thomas Krol                         | Čína Kao Tching-jü, Wang Š’-wej, Ning Čung-jen           | Norsko Bjørn Magnussen, Håvard Holmefjord Lorentzen, Odin By Farstad    |
| 2021 | Nebylo zahrnuto do programu                       | Nebylo zahrnuto do programu                                               | Nebylo zahrnuto do programu                              | Nebylo zahrnuto do programu                                             |
| 2022 | Konalo se během mistrovství světa ve sprintu 2022 | Konalo se během mistrovství světa ve sprintu 2022                         | Konalo se během mistrovství světa ve sprintu 2022        | Konalo se během mistrovství světa ve sprintu 2022                       |
| 2022 | Hamar                                             | Norsko Bjørn Magnussen, Henrik Fagerli Rukke, Håvard Holmefjord Lorentzen | Polsko Marek Kania, Piotr Michalski, Damian Żurek        | Nizozemsko Merijn Scheperkamp, Kai Verbij, Thomas Krol                  |
| 2023 | Heerenveen                                        | Kanada Christopher Fiola Laurent Dubreuil Antoine Gélinas-Beaulieu        | Nizozemsko Merijn Scheperkamp Hein Otterspeer Wesly Dijs | Norsko Bjørn Magnussen Henrik Fagerli Rukke Håvard Holmefjord Lorentzen |
| 2024 | Calgary                                           | Kanada Anders Johnson Laurent Dubreuil Antoine Gélinas-Beaulieu           | Nizozemsko Janno Botman Jenning de Boo Tim Prins         | Norsko Henrik Fagerli Rukke Bjørn Magnussen Håvard Holmefjord Lorentzen |
| 2025 | Hamar                                             | Čína Xue Zhiwen Lian Ziwen Ning Čung-jen                                  | Nizozemsko Janno Botman Jenning de Boo Tim Prins         | Spojené státy americké Austin Kleba Cooper McLeod Zach Stoppelmoor      |

### Stíhací závod družstev
| Rok  | Místo                                                                 | Zlato                                                                 | Stříbro                                                               | Bronz                                                                    |
| ---- | --------------------------------------------------------------------- | --------------------------------------------------------------------- | --------------------------------------------------------------------- | ------------------------------------------------------------------------ |
| 2005 | Inzell                                                                | Nizozemsko Carl Verheijen, Mark Tuitert, Erben Wennemars              | Itálie Enrico Fabris, Matteo Anesi, Ippolito Sanfratello              | Norsko Petter Andersen, Eskil Ervik, Odd Bohlin Borgersen                |
| 2006 | Mistrovství světa se nekonalo kvůli pořádání zimních olympijských her | Mistrovství světa se nekonalo kvůli pořádání zimních olympijských her | Mistrovství světa se nekonalo kvůli pořádání zimních olympijských her | Mistrovství světa se nekonalo kvůli pořádání zimních olympijských her    |
| 2007 | Salt Lake City                                                        | Nizozemsko Sven Kramer, Erben Wennemars, Carl Verheijen               | Kanada Arne Dankers, Denny Morrison, Justin Warsylewicz               | Rusko Jevgenij Lalenkov, Ivan Skobrev, Alexej Junin                      |
| 2008 | Nagano                                                                | Nizozemsko Sven Kramer, Erben Wennemars, Wouter olde Heuvel           | Itálie Enrico Fabris, Luca Stefani, Matteo Anesi                      | Německo Jörg Dallmann, Stefan Heythausen, Marco Weber                    |
| 2009 | Richmond                                                              | Nizozemsko Carl Verheijen, Wouter olde Heuvel, Sven Kramer            | Švédsko Johan Röjler, Joel Eriksson, Daniel Friberg                   | USA Trevor Marsicano, Ryan Bedford, Brian Hansen                         |
| 2010 | Mistrovství světa se nekonalo kvůli pořádání zimních olympijských her | Mistrovství světa se nekonalo kvůli pořádání zimních olympijských her | Mistrovství světa se nekonalo kvůli pořádání zimních olympijských her | Mistrovství světa se nekonalo kvůli pořádání zimních olympijských her    |
| 2011 | Inzell                                                                | USA Shani Davis, Trevor Marsicano, Jonathan Kuck                      | Kanada Denny Morrison, Lucas Makowsky, Mathieu Giroux                 | Nizozemsko Bob de Vries, Jan Blokhuijsen, Koen Verweij                   |
| 2012 | Heerenveen                                                            | Nizozemsko Sven Kramer, Koen Verweij, Jan Blokhuijsen                 | USA Shani Davis, Brian Hansen, Jonathan Kuck                          | Rusko Ivan Skobrev, Denis Juskov, Jevgenij Lalenkov                      |
| 2013 | Soči                                                                  | Nizozemsko Jan Blokhuijsen, Sven Kramer, Koen Verweij                 | Jižní Korea Ču Hjong-čun, Kim Čchol-min, I Sung-hun                   | Polsko Zbigniew Bródka, Konrad Niedźwiedzki, Jan Szymański               |
| 2014 | Mistrovství světa se nekonalo kvůli pořádání zimních olympijských her | Mistrovství světa se nekonalo kvůli pořádání zimních olympijských her | Mistrovství světa se nekonalo kvůli pořádání zimních olympijských her | Mistrovství světa se nekonalo kvůli pořádání zimních olympijských her    |
| 2015 | Heerenveen                                                            | Nizozemsko Sven Kramer, Koen Verweij, Douwe de Vries                  | Kanada Denny Morrison, Ted-Jan Bloemen, Jordan Belchos                | Jižní Korea I Sung-hun, Ko Pjong-uk, Kim Čchol-min                       |
| 2016 | Kolomna                                                               | Nizozemsko Jan Blokhuijsen, Douwe de Vries, Arjan Stroetinga          | Norsko Håvard Bøkko, Simen Spieler Nilsen, Sverre Lunde Pedersen      | Kanada Jordan Belchos, Ted-Jan Bloemen, Benjamin Donnelly                |
| 2017 | Kangnung                                                              | Nizozemsko Jorrit Bergsma, Jan Blokhuijsen, Douwe de Vries            | Nový Zéland Shane Dobbin, Reyon Kay, Peter Michael                    | Norsko Sindre Henriksen, Simen Spieler Nilsen, Sverre Lunde Pedersen     |
| 2018 | Mistrovství světa se nekonalo kvůli pořádání zimních olympijských her | Mistrovství světa se nekonalo kvůli pořádání zimních olympijských her | Mistrovství světa se nekonalo kvůli pořádání zimních olympijských her | Mistrovství světa se nekonalo kvůli pořádání zimních olympijských her    |
| 2019 | Inzell                                                                | Nizozemsko Sven Kramer, Douwe de Vries, Marcel Bosker                 | Norsko Håvard Bøkko, Sverre Lunde Pedersen, Sindre Henriksen          | Rusko Alexandr Rumjancev, Danila Semerikov, Sergej Trofimov              |
| 2020 | Salt Lake City                                                        | Nizozemsko Sven Kramer, Douwe de Vries, Marcel Bosker                 | Japonsko Seitaró Ičinohe, Riku Cučija, Shane Williamson               | Rusko Sergej Trofimov, Ruslan Zacharov, Danila Semerikov                 |
| 2021 | Salt Lake City                                                        | Nizozemsko Patrick Roest, Marcel Bosker, Beau Snellink                | Kanada Ted-Jan Bloemen, Jordan Belchos, Connor Howe                   | Ruská bruslařská unie Danila Semerikov, Sergej Trofimov, Ruslan Zacharov |
| 2022 | Mistrovství světa se nekonalo kvůli pořádání zimních olympijských her | Mistrovství světa se nekonalo kvůli pořádání zimních olympijských her | Mistrovství světa se nekonalo kvůli pořádání zimních olympijských her | Mistrovství světa se nekonalo kvůli pořádání zimních olympijských her    |
| 2023 | Heerenveen                                                            | Nizozemsko Marcel Bosker Patrick Roest Beau Snellink                  | Kanada Antoine Gélinas-Beaulieu Connor Howe Hayden Mayeur             | Norsko Allan Dahl Johansson Peder Kongshaug Sverre Lunde Pedersen        |
| 2024 | Calgary                                                               | Itálie Davide Ghiotto Andrea Giovannini Michele Malfatti              | Norsko Sander Eitrem Peder Kongshaug Sverre Lunde Pedersen            | Kanada Antoine Gélinas-Beaulieu Connor Howe Hayden Mayeur                |
| 2025 | Hamar                                                                 | Ethan Cepuran Casey Dawson Emery Lehman                               | Davide Ghiotto Andrea Giovannini Michele Malfatti                     | Marcel Bosker Chris Huizinga Beau Snellink                               |

## Medailové pořadí závodníků
Aktualizováno po MS 2022, od roku 2022 včetně závodů v týmovém sprintu na MS ve sprintu.
Poznámka: V tabulce jsou zařazeni pouze závodníci, kteří získali nejméně tři zlaté medaile.
| Pořadí | Jméno              | Zlato | Stříbro | Bronz | Celkem |
| ------ | ------------------ | ----- | ------- | ----- | ------ |
| 1.     | Sven Kramer        | 21    | 3       | 2     | 26     |
| 2.     | Shani Davis        | 8     | 4       | 3     | 15     |
| 3.     | Bob de Jong        | 7     | 8       | 5     | 20     |
| 4.     | Gianni Romme       | 7     | 2       | 3     | 12     |
| 5.     | Erben Wennemars    | 6     | 2       | 3     | 11     |
| 6.     | Jorrit Bergsma     | 5     | 7       | 0     | 12     |
| 7.     | Carl Verheijen     | 5     | 5       | 3     | 13     |
| 8.     | Hirojasu Šimizu    | 5     | 3       | 2     | 10     |
| 9.     | Pavel Kuližnikov   | 5     | 3       | 1     | 9      |
| 10.    | Douwe de Vries     | 5     | 0       | 1     | 6      |
| 11.    | Ådne Søndrål       | 4     | 6       | 0     | 10     |
| 12.    | Kjeld Nuis         | 4     | 5       | 3     | 12     |
| 13.    | Jeremy Wotherspoon | 4     | 3       | 3     | 10     |
| 14.    | Kai Verbij         | 4     | 0       | 2     | 6      |
| 15.    | Jan Blokhuijsen    | 4     | 0       | 1     | 5      |
| 16.    | Denis Juskov       | 3     | 2       | 2     | 7      |
| 16.    | Thomas Krol        | 3     | 2       | 2     | 7      |
| 18.    | Ids Postma         | 3     | 1       | 0     | 4      |
| 19.    | Koen Verweij       | 3     | 0       | 2     | 5      |
| 20.    | Joey Mantia        | 3     | 0       | 1     | 4      |
| 21.    | Marcel Bosker      | 3     | 0       | 0     | 3      |

## Medailové pořadí zemí
Aktualizováno po MS 2022, od roku 2022 včetně závodů v týmovém sprintu na MS ve sprintu.
| Pořadí | Země                  | Zlato | Stříbro | Bronz | Celkem |
| ------ | --------------------- | ----- | ------- | ----- | ------ |
| 1.     | Nizozemsko            | 68    | 53      | 39    | 160    |
| 2.     | USA                   | 14    | 6       | 14    | 34     |
| 3.     | Kanada                | 10    | 16      | 18    | 44     |
| 4.     | Rusko                 | 10    | 9       | 15    | 34     |
| 5.     | Norsko                | 9     | 13      | 9     | 31     |
| 6.     | Japonsko              | 7     | 8       | 6     | 21     |
| 7.     | Jižní Korea           | 6     | 7       | 4     | 17     |
| 8.     | Švédsko               | 2     | 1       | 0     | 3      |
| 9.     | Kazachstán            | 1     | 0       | 0     | 1      |
| 10.    | Itálie                | 0     | 6       | 1     | 7      |
| 11.    | Ruská bruslařská unie | 0     | 2       | 3     | 5      |
| 12.    | Belgie                | 0     | 2       | 2     | 4      |
| 13.    | Německo               | 0     | 1       | 9     | 10     |
| 14.    | Francie               | 0     | 1       | 2     | 3      |
| 15.    | Čína                  | 0     | 1       | 1     | 2      |
| 15.    | Nový Zéland           | 0     | 1       | 1     | 2      |
| 15.    | Polsko                | 0     | 1       | 1     | 2      |
| 18.    | Finsko                | 0     | 0       | 2     | 2      |